# San Pelino (Avezzano)
San Pelino is een plaats (frazione) in de Italiaanse gemeente Avezzano.